# Vlag van Magallanes y la Antártica Chilena

Vlag van Magallanes y la Antártica Chilena

De vlag van Magallanes y la Antártica Chilena bestaat uit een blauw en oranje vlak, die van elkaar worden gescheiden door een witte, hoekige lijn. De vlag vertoont gelijkenis met de vlag van Vuurland, Antarctica en Zuid-Atlantische eilanden, de Argentijnse provincie die samen met Magallanes y la Antártica Chilena deels op het eiland Vuurland gelegen is.
De vlag werd aangenomen op 12 september 1996 en voor het eerst gehesen op 15 oktober van dat jaar. Ze is een van de twee officiële Chileense regionale vlaggen met een officiële status; de andere is de vlag van Atacama. 

## Symboliek
Het oranjegele gedeelte staat voor de heuvelachtige steppen van de regio en symboliseert vooruitgang. De witte lijn symboliseert de sneeuw die 's winters op de bergen valt. Het blauw staat voor de lucht boven de steppen; de sterren vormen het sterrenbeeld Zuiderkruis, dat het zuidelijk halfrond symboliseert.
Nergens anders in Chili wordt de regionale vlag zoveel gebruikt als in Magallanes y la Antártica Chilena. Zowel officiële instanties als burgers gebruiken de vlag. De vlag moet gehesen worden op 21 en 29 september en op 21 oktober. Op 21 september wordt het begin van het gezag over Straat Magellaan herdacht, op 29 september wordt de opname van Chileens-Patagonië in Chili gevierd en 21 oktober is de regionale feestdag (Día Regional).